# Вікторія Окампо
Рамо́на Вікто́рія Епіфа́нія Руфін́а Ока́мпо CBE (ісп. Ramona Victoria Epifanía Rufina Ocampo, нар. 7 квітня 1890, Буенос-Айрес — пом. 27 січня 1979, Беккар) — аргентинська письменниця, перекладачка, літературний критик, феміністка, меценатка. Багаторічна видавниця літературного журналу «Sur». Ключова фігура на інтелектуальній сцені Буенос-Айреса 1920—30-х. Перша жінка, обрана до Аргентинської академії літератури (1976). Перша жінка в Аргентині, яка отримала водійські права. Сестра Сільвіни Окампо.

## Біографія

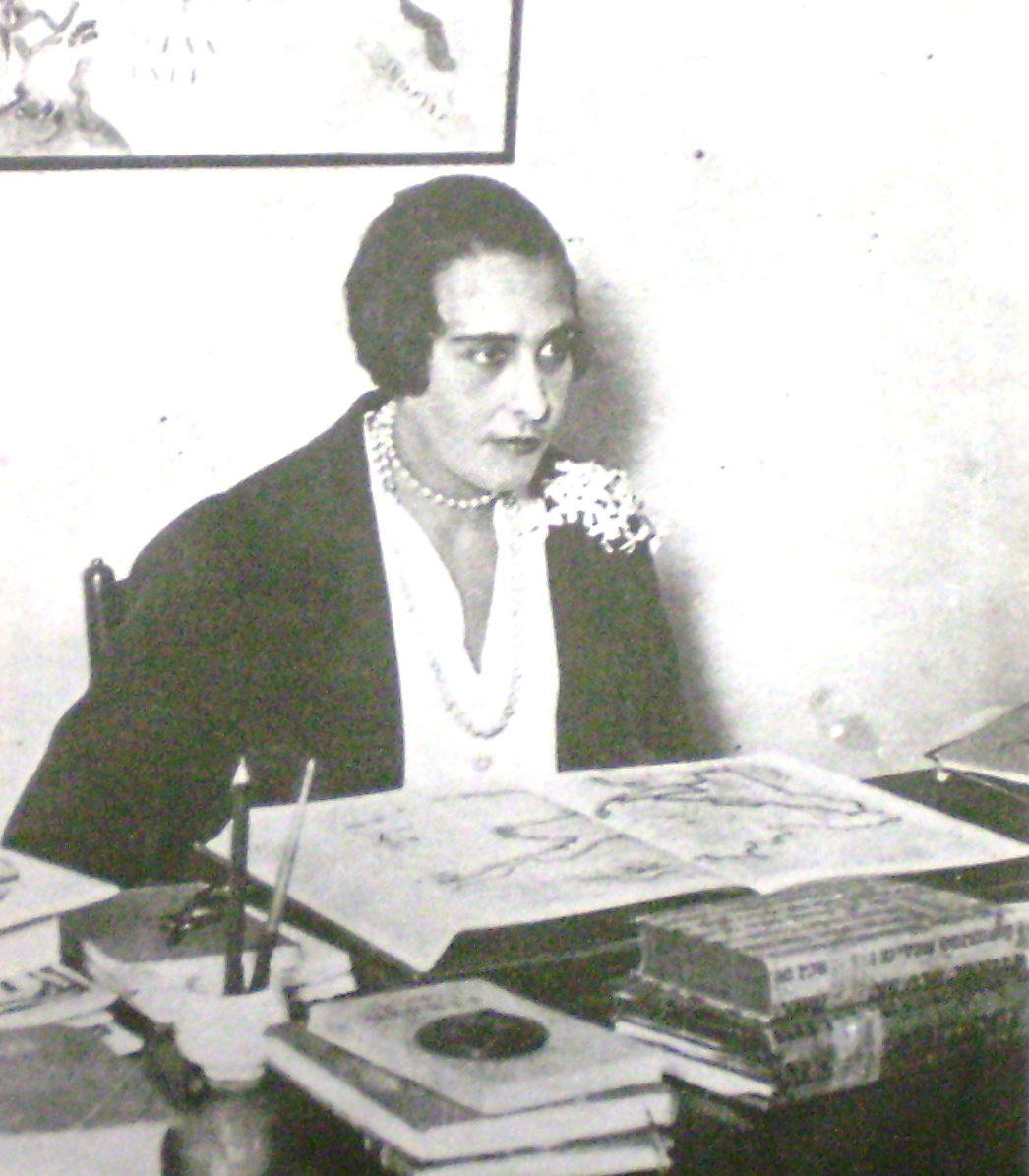
Вікторія Окампо у редакції «Sur»

Вікторія Окампо народилася 7 квітня 1890 року у Буенос-Айресі у заможній аристократичній родині старшою з шести дочок. Навчалася вдома за допомогою французької гувернантки літератури, історії, релігії, математики й англійської мови. Її родина не схвалювала ідею освіти для жінок, тому Вікторія ніколи не була студенткою жодного навчального закладу, але під час перебування родини у Парижі у 1906—1907 роках відвідувала лекції у Сорбонні і Колеж де Франс.
Свої перші оповідання Вікторія Окампо стала писати 1901 року рідною французькою. Тоді ж вона вперше зіграла у п'єсі і захопилася театром, проте батько не схвалював це, оскільки вважав акторську роботу невідповідною до становища родини.
1912 року Окампо одружилася з Бернардо де Естраду, але шлюб був нещасливим, тому пара розійшлася і Вікторія почала тривалі стосунки з кузеном свого чоловіка дипломатом Хуліаном Мартінесом.
1920 року Окампо пише першу статтю для газети «Ла Насьйон» з роздумами, навіяними творчістю Данте. Робота у «Ла Насьйон» вважалася престижною, тому відкрила для неї двері у літературні кола. Зокрема Окампо знайомиться з Хосе Ортегою-і-Гассетом, що спонукало її працювати над вдосконаленням своєї іспанської, тим не менш, аж до 1930 року усі твори вона пише спочатку французькою для наступного перекладу.

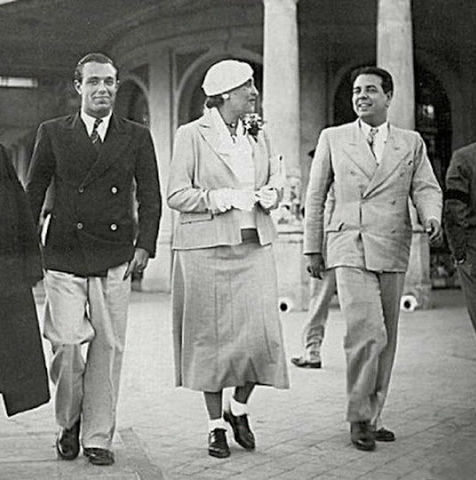
Біой Касарес, Вікторія Окампо і Борхес у Мар-дель-Платі (1935)

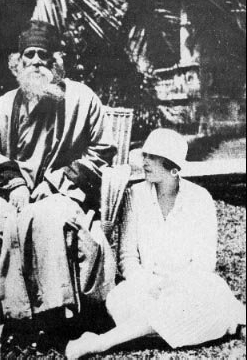
Рабіндранат Тагор і Вікторія Окампо (1924)

Вікторія Окампо була ключовою фігурою на інтелектуальній сцені Буенос-Айреса 1920-х — 1930-х років. Її першою книгою був коментар до «Божественної комедії» Данте, написаний французькою і виданий 1924 року за сприяння Ортеги-і-Гассета. Наступні роботи також були переважно літературознавчими. Але найбільшу славу Окампо приніс літературний журнал «Sur», заснований нею 1931 року. Окампо впродовж багатьох років видавала журнал, який став найвпливовішим літературним виданням Латинської Америки свого часу. У «Sur» публікувалися Хорхе Луїс Борхес, Ернесто Сабато, Адольфо Біой Касарес, Хуліо Кортасар, Хосе Ортега-і-Гассет, Альбер Камю, П'єр Дріє ла Рошель, Габріела Містраль та багато інших. Окрім журналу, Окампо керувала однойменним видавництвом, у якому друкувалися твори багатьох відомих літераторів, зокрема і в її власних перекладах.
У 1930-х роках Вікторія Окампо була прихильницею Беніто Муссоліні, з яким особисто познайомилася 1935 року у Римі, але швидко розчарувалася у ньому й ідеях фашизму. З початком Другої світової вона почала співпрацювати з антинацистським журналом «Lettres Francaises». Також врятувала життя фотографці Жизель Фройнд, відіславши їй візу і гроші на дорогу з окупованої нацистами Франції до Буенос-Айреса. Під час війни Окампо особисто надіслала 3 тони гуманітарної допомоги до Європи. 1946 року була єдиною аргентинкою, яка відвідала Нюрнберзький процес.
З юності Окампо брала активну участь у феміністичному русі Аргентини, а 1936 року стала однією з засновниць Аргентинського союзу жінок. Перша жінка в Аргентині, яка отримала водійські права. 1938 року полишила посаду очільниці Аргентинського союзу жінок, оскільки дізналася, що комуністи використовують його у своїх цілях, але до кінця життя продовжувала боротися за права жінок.
З 1941 року Вікторія Окампо жила у маєтку Вілла Окампо у містечку Беккар (передмісті Буенос-Айреса). У резиденції вона приймала багатьох відомих письменників і громадських діячів, зокрема Рабіндраната Тагора, Роже Кайюа, Ернеста Ансерме, Індіру Ганді, Антуана де Сент-Екзюпері, Рафаеля Альберті, Ігора Стравінського, Андре Мальро, Пабло Неруду, Вальтера Гропіуса, Ле Корбюзьє та багатьох інших. Грем Грін присвятив Окампо книгу «Почесний консул», а Стравінський — балет «Персефона». Після смерті власниці Вілла Окампо за її заповітом була передана ЮНЕСКО і перетворена на музей.
1953 року Окампо разом з багатьма іншими аргентинськими інтелектуалами була заарештована за відверту опозиційність до режиму Хуана Домінго Перона. Звістка про її арешт збурила багатьох, її звільнення вимагали Олдос Гакслі і Джавахарлал Неру, а також газета Нью-Йорк Таймс, під тиском яких її було звільнено через 26 днів. З усім тим, увесь час до падіння перонізму за письменницею наглядали і не дозволяли виїздити за кордон. Також за часів правління Перона Окампо втратила значну частину своїх статків, інвестованих у нерухомість, через зміни у законодавстві.
1963 року у Вікторії Окампо діагностували рак. Після операції і лікування вона кілька років перебувала у ремісії, але через рецидив повернулася до лікування.
З 1958 по 1973 роки Окампо була очільницею Національного фонду мистецтв Міністерства культури Аргентини.
1976 року Вікторія Окампо стала першою жінкою, обраною до Аргентинської академії літератури.
1979 року Вікторія Окампо померла у Буенос-Айресі від раку. Похована на цвинтарі Реколета у сімейному склепі.

## Твори

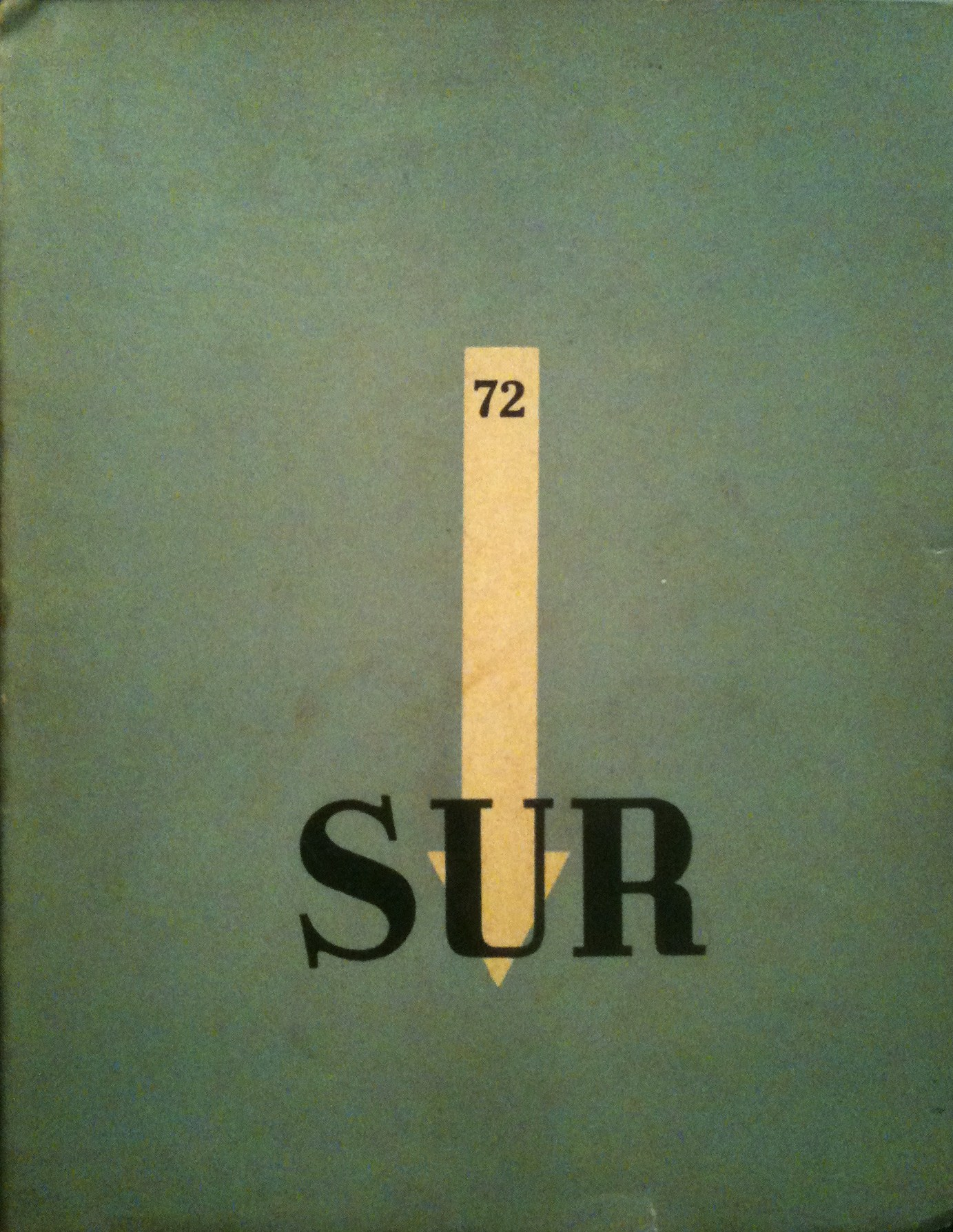
Обкладинка журналу «Sur»

### Свідчення
- 1935 — Свідчення, 1 серія
- 1941 — Свідчення, 2 серія
- 1950 — Свідчення, 3 серія
- 1950 — Свідчення, 4 серія
- 1954 — Свідчення, 5 серія
- 1962 — Свідчення, 6 серія
- 1967 — Свідчення, 7 серія
- 1971 — Свідчення, 8 серія
- 1975 — Свідчення, 9 серія
- 1977 — Свідчення, 10 серія

### Автобіографія
- 1979 — Автобіографія I: El archipiélago
- 1980 — Автобіографія II: El imperio insular
- 1981 — Автобіографія III: La rama de Salzburgo
- 1982 — Автобіографія IV: Viraje
- 1983 — Автобіографія V: Figuras simbólicas
- 1984 — Автобіографія VI: Sur y Cía

### Переклади
- 1946 — Альбер Камю. Калігула
- 1946 — Колетт і Аніта Лус. Жіжі
- 1953 — Грем Грін. Вітальня
- 1955 — Віноба Бхаве[en]. Вибране (у співавторстві з Енріке Песоном)
- 1957 — Вільям Фолкнер і Альбер Камю. Реквієм черниці
- 1957 — Грем Грін. Той, хто програв, забирає все
- 1957 — Грем Грін. Комірка для квіткових горщиків
- 1959 — Грем Грін. Палкий прихильник
- 1959 — Томас Едвард Лоуренс. Штамп
- 1959 — Ділан Томас. Під молочним лісом (у співавторстві з Феліксом делла Паолерою)
- 1960 — Достоєвський-Камю. Одержимі
- 1965 — Грем Грін. Карбуючи статую
- 1966 — Джавахарлал Неру. Антологія
- 1970 — Магатма Ґанді. Моє життя і послання
- 1976 — Грем Грін. Повернення А. Дж. Раффлса
- 1978 — Поль Клодель. Ода

### Інше
- 1924 — De Francesca a Beatrice
- 1926 — La laguna de los nenúfares
- 1936 — Domingos en Hyde Park
- 1941 — San Isidro
- 1947 — Le Vert Paradis
- 1947 — Lawrence d´Arabia (французькою та англійською)
- 1951 — El viajero y una de sus sombras
- 1951 — Lawrence de Arabia y otros ensayos
- 1954 — Virginia Woolf en su diario
- 1959 — Habla el algarrobo
- 1961 — Tagore en las barrancas de San Isidro
- 1964 — Juan Sebastián Bach, El hombre
- 1964 — La bella y sus enamorados
- 1969 — Diálogo con Borges
- 1969 — Diálogo con Mallea
- 1985 — Páginas dispersas de Victoria Ocampo

## Нагороди
- Премія Марії Мурс Кабо
- Орден Британської імперії
- Doctor honoris causa Гарвардського і Колумбійського університетів
- Почесна премія Аргентинської спілки письменників
- Золота медаль Французької академії
- Орден Мистецтв та літератури

## Визнання і вплив на культуру

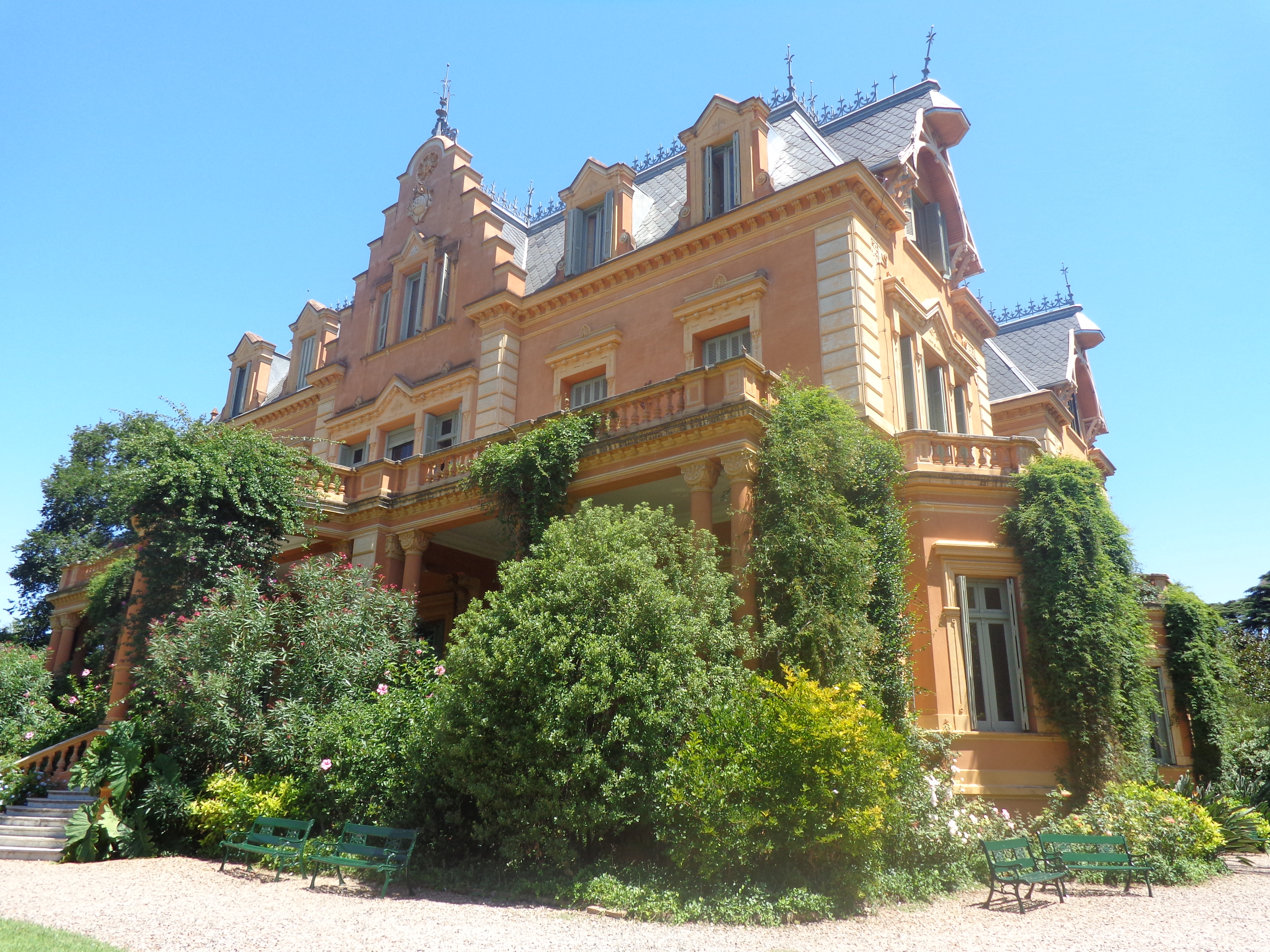
Вілла Окампо

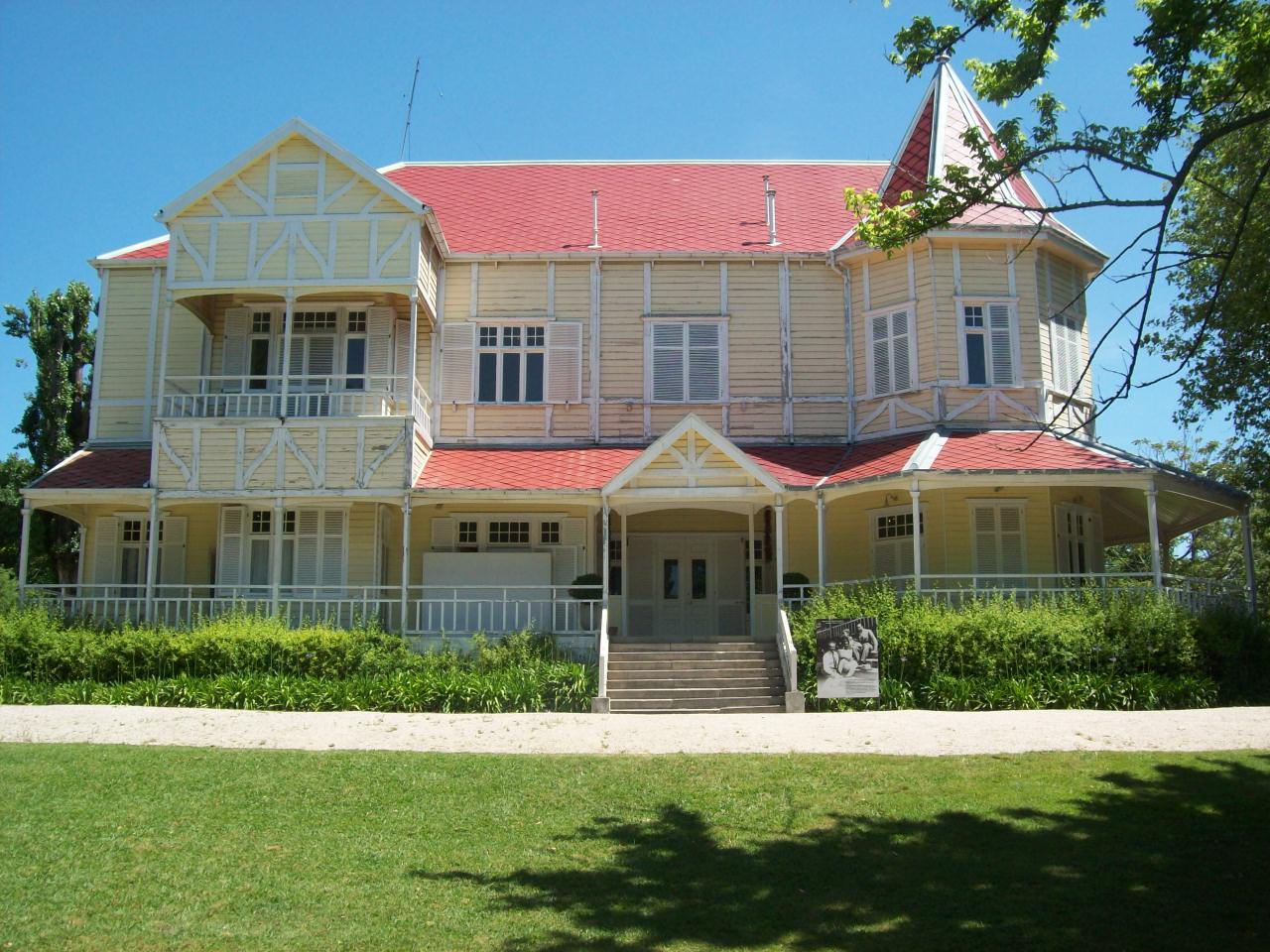
Вілла Вікторія, будинок В. Окампо у Мар-дель-Платі

1986 року відбулася прем'єра п'єси «Ева і Вікторія», присвяченої антагоністичним політичним поглядам Вікторії Окампо та Еви Перон. 1989 року режисер Оскар Барні Фінн відзняв біографічний фільм про Вікторію Окампо «Чотири обличчя Вікторії».
1997 року маєток Вілла Окампо, де жила Вікторія, було названо урядом Аргентини Національною історичною пам'яткою. Нині там працює музей.
Портрет Вікторії Окампо висить у Салоні аргентинських жінок у президентському палаці Каса-Росада як однієї з найвизначніших жінок в історії Аргентини.
2017 року Гугл присвятив Вікторії Окампо один зі своїх дудлів.